# Ардана
А̀рдана (на гръцки: Άρδανα; на турски: Ardahan) е село в Кипър, окръг Фамагуста. Според статистическата служба на Северен Кипър през 2011 г. селото има 330 жители.
Де факто е под контрола на непризнатата Севернокипърска турска република.